# Stazione di Tortona
La stazione di Tortona è una stazione ferroviaria posta sulla linea Alessandria-Piacenza e Milano-Genova, e capolinea delle linee Tortona-Novi Ligure e ferrovia succursale dei Giovi.

## Storia
La stazione fu aperta nel 1858 al completamento della linea Alessandria-Piacenza; contemporaneamente fu attivata anche la diramazione per Novi Ligure.
Il 1º ottobre 1916 entrò in servizio anche la "direttissima" Tortona-Arquata.

## Strutture e impianti
La stazione si compone di un fabbricato viaggiatori, di un'ampia area merci, di svariati edifici di servizio e di tre banchine per il servizio viaggiatori coperte da pensiline. Il piano del ferro è composto da ben 34 binari, di cui 5 impiegati per il servizio passeggeri e serviti da banchina, uno privo di banchina usato per le precedenze e gli altri 28 facenti parte dello scalo merci. Fino ai primi anni del 2000 erano presenti altri 4 binari, poi rimossi; sul primo di essi era anche presente una stadera a ponte, non rimossa e tuttora presente. Lato Piacenza e lato Alessandria sono presenti due raccordi per due industrie poste nelle vicinanze della stazione. Lo scalo merci è dotato anche di magazzino e piano caricatore. Vi è in aggiunta un raccordo per una sottostazione elettrica posta in direzione Alessandria. Sempre lato Alessandria c'è un'altra area merci dove sono ubicate anche degli edifici di servizio per i locomotori da lavoro. Nei pressi del magazzino merci c'è un deposito degli autobus.
Dal 1960 la circolazione è gestita da un impianto ACEI non telecomandabile, che integra anche la diramazione Alessandria/Novi Ligure dell'ex Bivio Tortona.

## Movimento
La stazione è servita da treni regionali Trenord per quanto riguarda le relazioni Milano-Alessandria e Milano-Novi Ligure-Arquata Scrivia e da treni Trenitalia, regionali ed a lunga percorrenza, per tutte le altre relazioni. Pur ubicata in Piemonte, per i treni con provenienza o direzione Lombardia la stazione rientra all'interno dell'area di validità tariffaria lombarda.

## Servizi
La stazione dispone di:
- Biglietteria a sportello
- Biglietteria automatica
- Sala d'attesa
- Servizi igienici
- Bar

## Interscambi
Adiacente alla stazione è presente una fermata delle autolinee urbane e interurbane.
Fra il 1882 e il 1934 nelle immediate vicinanze e raccordata alla stazione FS era presente la stazione tranviaria che fungeva da capolinea per le tranvie Tortona-Sale, Tortona-Monleale e per la ferrovia economica Tortona-Castelnuovo Scrivia.
- Fermata autobus